# アルミニウム構造
アルミニウム構造（アルミニウムこうぞう）とは、建築物の躯体にアルミ製の部材を用いる建築の構造のこと。

## 構造形式による分類

### パネル系構法
- 押出成形した壁パネルや屋根パネル等を並列に配置することによってシステマチックに構成される。
- アルミの加工精度の良さを利用して、押出材に曲率を与えれば曲面にもなる。
- モジュール化されており、量産化、増改築が容易。又、工期が短くて済む。

### 軸組系構法
- 押出形材を材軸方向に使用し、柱梁によって軸組を構成する方法である。
- ラーメン構造、ブレース構造等があるが、鋼構造と比べ、アルミは変形が大きいためブレース構造が使われる事が多い。
- 床の面内剛性を考慮する場合、押出形材の一体化について注意を要する。

## 接合の性質
アルミの接合には、主に次の方法がある。
タッピンネジ材料強度が小さい事を利用して、先孔なしにビスをねじこむ方法である。数を打つ事が容易で、強度も確保できる。一方で解体時に取り外しがしにくく、アルミの利点であるリユース性を妨げる。
嵌合（かんごう、はめあい）オス側とメス側の形状をはめ合わせる接合方法である。部材を平行に並べれば嵌めあわせられる形状は施工しやすいが、外れにくくする必要があり、部材の端部から部材を滑り込ませて嵌めあわせる形状は施工しにくいが、外れにくい。いずれも構造上の遊び部分が発生するため緊結（クサビ材、タッピンネジ）する方法をとる。
ろう付け母材よりも融点の低い材を溶着して接着する方法。母材が融解しない点で溶接と異なる。法規的には一般的な構造材の接合方法として規定されていないが、これらを用いている代表的な物にアルミハニカムパネルがある。ただ高価なため、現状では庇や家具のみ用いられる。
その他鉄骨同様に溶接、高力ボルト接合も可能だが、アルミ合金は溶接によって強度低下するので注意をする。溶接と似ているが、摩擦撹拌接合は強度低下やゆがみが少ない。

## 合金の特徴・種類
アルミニウム合金は、比重2.7で鉄の1/3という軽量な金属である。ヤング率は70 GPa、強度は概ね鉄の1/3〜2程度なので、どちらも鉄より劣るが、それでも構造材で使用すると鉄骨の半分程度の重量で成立させることができる。延性に優れるため、加工性が良く、圧延・押出に適した材料である。建築では熱伝導率が良いことを利用して、熱環境装置を兼ねる試みも見られる。構造設計では展伸材として比較的強度の高い、5000系、6000系が用いられ、鋳物材ではAC系が用いられている。

## アルミのあゆみ
工業化されたアルミニウムが建築に初めて使用されたのは、1904年にオーストリア、ウィーンにつくられた、オットー・ワーグナーによる郵便貯金局である。アルミニウムの工業化は1886年になされたこと、当時アルミニウムが高価であったことを併せて考えれば、その使用は画期的であった。玄関庇、外壁を留めるボルト・キャップ、階段手すり、柱カバー、温風吹き出し等の箇所でアルミは使われている。こうした使用方法は後世に大きな影響を与えた。
日本では1988年から5年間行われた建設省総合技術開発プロジェクト「建設技術への新素材・新材料利用技術開発」の際、アルミが新素材として取り上げられた。その成果が「アルミニウム合金利用技術指針」として纏められ、アルミが建築の構造材として認められる道が開かれた。アルミニウム建築構造推進協議会（現在はアルミニウム建築構造協議会）が組織された。2002年アルミニウム建築構造協議会により引き継がれた研究成果は建築基準法　国土交通省告示408〜410号として公布されている。

## アルミ建築規準
- アルミニウム建築構造設計規準・同解説
- アルミニウム建構造耐火設計規準・同解説
- アルミニウム建築構造製作要領
- アルミニウム建築構造溶接部非破壊検査規準・同解説
- アルミニウム建築構造物製作工場認定規定および基準・同解説

## アルミ建築

### 日本でのアルミ建築
- 箱の家–83　難波和彦
- エコムスホール　根村修
- 福島エコムスパビリオン　山本理顕
- エコムスハウス　エコムスファクトリー　山本理顕
- 桜上水K邸　伊東豊雄

### 海外でのアルミ建築
- ダイマキシオン・ハウス　バックミンスター・フラー
- ウィチタ・ハウス　バックミンスター・フラー
- レッティろうそく店のファサード　ハンス・ホライン
- ブルージュパビリオン伊東豊雄